# Bryantina
Bryantina är ett släkte av spindlar. Bryantina ingår i familjen dallerspindlar.
Kladogram enligt Catalogue of Life:
| Bryantina | \| \| Bryantina coxana \| \| \| \| \| \| Bryantina incerta \| \| \| \| |
|           | \| \| Bryantina coxana \| \| \| \| \| \| Bryantina incerta \| \| \| \| |
|           | Bryantina coxana                                                       |
|           |                                                                        |
|           | Bryantina incerta                                                      |
|           |                                                                        |